# Sergios Abad
Sergios Abad est le métropolite de l’archidiocèse orthodoxe antiochien de Santiago et de tout le Chili. Il est né en 1930 à Antakya.